# Rachel Caine
Rachel Caine nacida como Roxanne Longstreet Conrad (Campo de Misiles de Arenas Blancas,  27 de abril de 1962 - Texas, 1 de noviembre de 2020) fue una escritora estadounidense de novelas de ciencia ficción, fantasía, misterio, suspenso y terror. También publicó novelas relacionadas con los medios como Julie Fortune.

## Vida personal
Conrad nació en el Campo de Misiles de Arenas Blancas y se graduó de Socorro High School en El Paso, Texas, en 1980. Obtuvo una licenciatura en contabilidad de Rawls College of Business en Texas Tech University en 1985, con especialización en música. Caine escribió y publicó novelas y cuentos desde 1990. Fue una música profesional que tocaba con músicos notables como Henry Mancini, Peter Nero y John Williams. También era una ávida aficionada al cine y espectadora de televisión y dijo que "prefiere una buena Guinness fuerte que las débiles cervezas estadounidenses".
Desde 1999, Conrad trabajó en comunicaciones corporativas como diseñadora web, editora, gerente de comunicaciones corporativas y, finalmente, como directora de comunicaciones corporativas para una gran empresa multinacional. Se tomó una pausa de ocho meses durante la mayor parte de 2008 para cumplir con los plazos apremiantes y se retiró de su puesto para escribir a tiempo completo en 2010. Vivía en el norte de Texas con su esposo, el artista Cat Conrad. Conrad hizo la mayor parte de sus escritos en casa y en la carretera durante las apariciones.
En 2018, a Conrad le diagnosticaron sarcoma de tejidos blandos. Falleció el 1 de noviembre de 2020.

## Obras publicadas

### Como Rachel Caine

#### La serieWeather Warden(fantasía urbana para adultos)
1. Ill Wind (diciembre de 2003, Roc Books ,ISBN 0-451-45952-0 )
2. Golpe de calor (agosto de 2004, Roc Books,ISBN 0-451-45984-9 )
3. Chill Factor (enero de 2005, Roc Books,ISBN 0-451-46010-3 )
4. Ganancia inesperada (noviembre de 2005, Roc Books,ISBN 0-451-46057-X )
5. Firestorm (septiembre de 2006, Roc Books,ISBN 0-451-46104-5 )
6. Thin Air (agosto de 2007, Roc Books,ISBN 0-451-46163-0 )
7. Gale Force (agosto de 2008, Roc Books,ISBN 0-451-46223-8 )
8. Cape Storm (agosto de 2009, Roc Books,ISBN 0-451-46284-X )
9. Eclipse total (agosto de 2010, Roc Books,ISBN 0-451-46345-5 )
10. Red Hot Rain (financiada en 2015 a través de una campaña de Kickstarter, ahora cancelada debido a problemas de salud[10] )

#### Serie TheRed Letter Days(fantasía urbana para adultos)
1. Devil's Bargain (agosto de 2005, Silhouette Bombshell ,ISBN 0-373-51367-4 )
2. Devil's Due (enero de 2006, Silhouette Bombshell,ISBN 0-373-51387-9 )

#### La serieMorganville Vampires(adulto joven)
1. Glass Houses (octubre de 2006, NAL Jam ,ISBN 0-451-21994-5 )[11]
2. El baile de las chicas muertas (abril de 2007, NAL Jam ,ISBN 0-451-22089-7 )
3. Midnight Alley (octubre de 2007, NAL Jam ,ISBN 0-451-22238-5 )
4. Fiesta de los tontos (junio de 2008, NAL Jam ,ISBN 0-451-22463-9 )
5. Lord of Misrule (enero de 2009, NAL Jam ,ISBN 0-451-22572-4 )
6. Carpe Corpus (junio de 2009, NAL Jam ,ISBN 0-451-22719-0)[6]
7. Fade Out (noviembre de 2009, NAL Jam ,ISBN 0-451-22866-9 )
8. Kiss of Death (27 de abril de 2010, NAL Jam ,ISBN 0-451-22973-8 )
9. Ghost Town (26 de octubre de 2010, NAL Hardcover ,ISBN 0-451-23161-9 )
10. Bite Club (3 de mayo de 2011, NAL Hardcover ,ISBN 0-451-23318-2 )
11. Last Breath (1 de noviembre de 2011, NAL Hardcover ,ISBN 978-0-451-23487-2 )
12. Black Dawn (1 de mayo de 2012, NAL Hardcover ,ISBN 978-0-749-04055-0 )
13. Bitter Blood (6 de noviembre de 2012, NAL Hardcover ,ISBN 978-0-451-23811-5 )
14. Fall of Night (7 de mayo de 2013, NAL Hardcover,ISBN 978-0-451-41425-0 )
15. Daylighters (5 de noviembre de 2013, NAL Hardcover,ISBN 0-451-41427-6 )

#### La serieAthena Force(fantasía urbana para adultos)
- Line of Sight (agosto de 2007, lanzamientos especiales de Silhouette ,ISBN 0-373-38972-8 )[12]

#### Serie TheOutcast Season(fantasía urbana para adultos)
1. Undone (3 de febrero de 2009, Roc,ISBN 0-451-46261-0 )
2. Desconocido (3 de febrero de 2010, Roc,ISBN 0-451-46309-9 )
3. Unseen (1 de febrero de 2011, Roc,ISBN 0-451-46383-8 )
4. Unbroken (7 de febrero de 2012, Roc,ISBN 0-451-46442-7 )

#### La serieRevivalist(fantasía urbana para adultos)
1. Working Stiff (2 de agosto de 2011, Roc,ISBN 0-451-46413-3,  blanda, 320pp)
2. Aviso de dos semanas (7 de agosto de 2012, Roc,ISBN 0-451-46462-1,  blanda, 320pp)
3. Terminado (6 de agosto de 2013, Roc,ISBN 0-451-46515-6,  blanda, 320pp)

#### La serie dehonores
1. Honor Among Thieves (13 de febrero de 2018, Katherine Tegen Books,ISBN 978-0062570994, con Ann Aguirre )
2. Honor Bound (19 de febrero de 2019, Katherine Tegen Books,ISBN 978-0062571021, con Ann Aguirre )
3. Honor Lost (11 de febrero de 2020, Katherine Tegen Books,ISBN 978-0062571052, con Ann Aguirre )

### Como Roxanne Longstreet
- Stormriders: A Shadow World Novel (septiembre de 1990, Iron Crown Enterprises ,ISBN 1-55806-138-X, rústica, 300pp)
- The Undead (febrero de 1993, Zebra ,ISBN 0-8217-4068-7, rústica)
- Red Angel (abril de 1994, Zebra,ISBN 0-8217-4532-8, rústica, 352pp)
- Cold Kiss (enero de 1995, Zebra,ISBN 0-8217-4812-2, rústica,  )
- Slow Burn (marzo de 1996, Pinnacle ,ISBN 0-7860-0241-7, rústica)

### Como Roxanne Conrad
- Copper Moon (julio de 1997, Onyx ,ISBN 0-451-19164-1, rústica, 352pp)
- Puente de las Sombras (noviembre de 1998, Onyx,ISBN 0-451-19166-8, rústica, 352pp)
- Exile, Texas (noviembre de 2003, Five Star Mystery ,ISBN 1-59414-071-5, tapa dura, 304pp)

### Como Ian Hammel
- Stormriders (reimpresión) (febrero de 1996, Ace ,ISBN 0-441-00302-8, rústica, 312pp)

### Como Julie Fortune
- Sacrifice Moon (Stargate SG-1) (septiembre de 2004 (Reino Unido) / julio de 2006 (EE. UU.), Fandemonium ,ISBN 0-9547343-1-9 )[13]